# Alfred Riesser

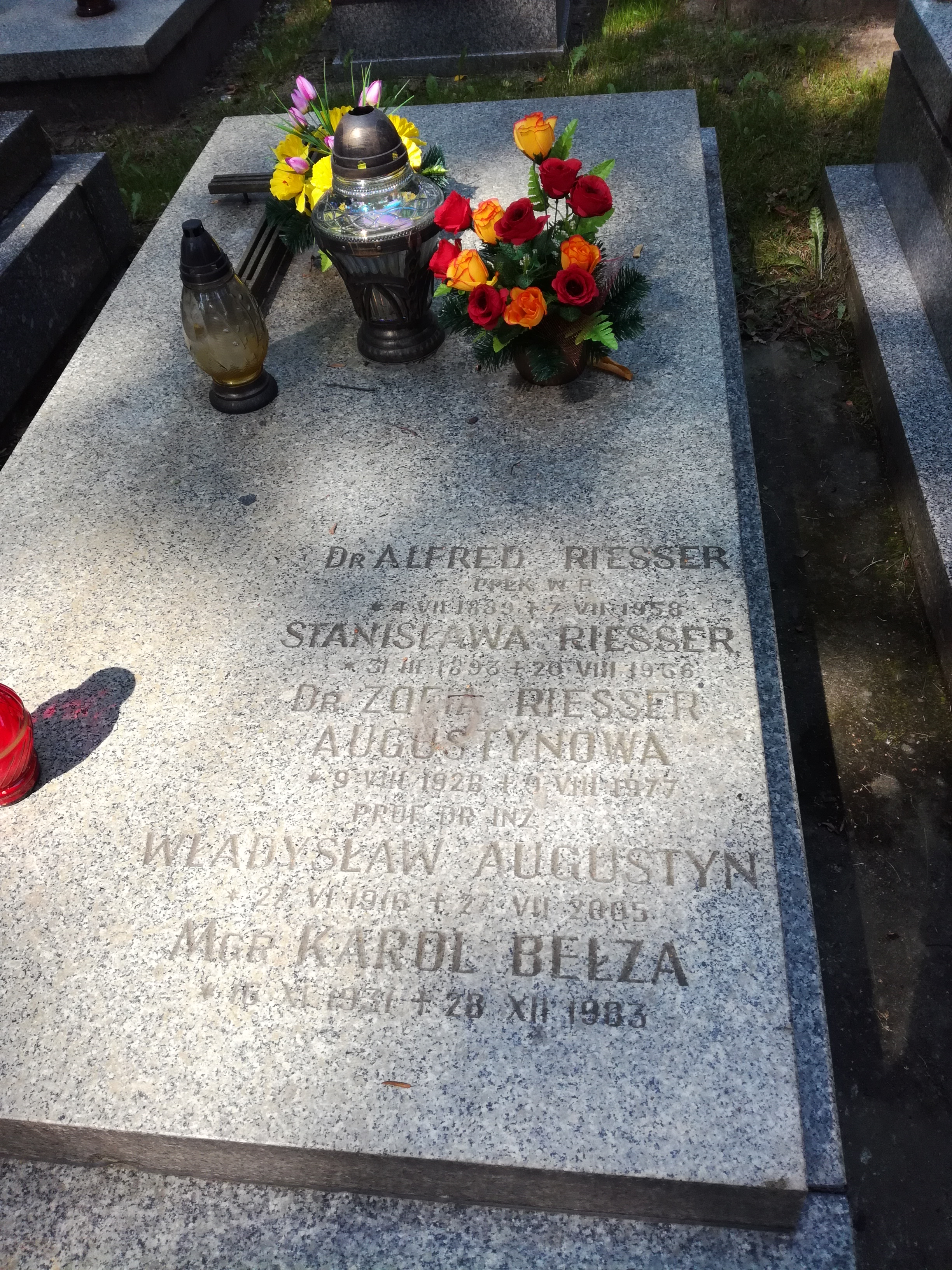
Grób prof. Władysława Augustyna i Alfreda Riessera na cmentarzu Rakowickim

Alfred Wilhelm Ludwik Riesser (ur. 4 lipca 1889 w Strusowie, zm. 7 lipca 1958 w Krakowie) – podpułkownik żandarmerii Wojska Polskiego, działacz niepodległościowy, doktor praw.

## Życiorys
Urodził się 4 lipca 1889 w Strusowie, w ówczesnym powiecie trembowelskim Królestwa Galicji i Lodomerii, w rodzinie Juliana i Janiny z Sienkiewiczów. Gimnazjum ukończył w Tarnopolu. W 1906 odbył obowiązkową służbę wojskową w charakterze jednorocznego ochotnika. Następnie studiował na Wydziale Prawa Uniwersytetu Franciszkańskiego we Lwowie. Po ukończeniu studiów, krótko pracował w ubezpieczeniach wzajemnych. W czasie I wojny światowej walczył w szeregach 19 Pułku Piechoty Obrony Krajowej. Na stopień porucznika rezerwy został mianowany ze starszeństwem z 1 września 1915, a na stopień nadporucznika rezerwy ze starszeństwem z 1 listopada 1917.
25 lutego 1919 został przeniesiony z Oddziału Kontrolnego Żandarmerii na dworcu w Stanisławowie do Kierownictwa Organizacji Żandarmerii w Ministerstwie Spraw Wojskowych w Warszawie. 1 czerwca 1921, w stopniu rotmistrza, pełnił służbę w 6 Dywizjonie Żandarmerii Wojskowej we Lwowie. 18 marca 1922 został przeniesiony do 2 Dywizjonu Żandarmerii w Lublinie, w którym pełnił obowiązki zastępcy dowódcy dywizjonu. 3 maja 1922 został zweryfikowany w stopniu kapitana ze starszeństwem z dniem 1 czerwca 1919 i 2. lokatą w korpusie oficerów żandarmerii. 31 marca 1924 awansował na majora ze starszeństwem z dniem 1 lipca 1924 i 2. lokatą w korpusie oficerów żandarmerii i został pełnoprawnym zastępcą dowódcy 2 Dywizjonu Żandarmerii. 13 września 1925 otrzymał przeniesienie do 10 Dywizjonu Żandarmerii w Przemyślu na stanowisko zastępcy dowódcy dywizjonu. W marcu 1927 otrzymał przeniesienie do 4 Dywizjonu Żandarmerii w Łodzi na stanowisko pełniącego obowiązki dowódcy dywizjonu. W kwietniu 1928 został zatwierdzony na stanowisku dowódcy dyonu. Na podpułkownika został awansowany ze starszeństwem z dniem 1 stycznia 1931 i 2. lokatą w korpusie oficerów żandarmerii. W marcu 1932 otrzymał przeniesienie do 8 Dywizjonu Żandarmerii w Toruniu na stanowisko dowódcy dywizjonu. W grudniu 1934 otrzymał przeniesienie do 5 Dywizjonu Żandarmerii w Krakowie na stanowisko dowódcy dywizjonu. Na tym stanowisku pozostawał do września 1939. 
W czasie kampanii wrześniowej był dowódcą żandarmerii Armii „Kraków”. Po kapitulacji Armii „Kraków” udało mu się przedostać do Rumunii, gdzie został internowany w obozie Târgoviște. Od lutego 1941 przebywał w niemieckiej niewoli. Krótko przebywał w Oflagu II C Woldenberg, a później został przeniesiony do innego obozu.
W 1945, po uwolnieniu z niewoli, powrócił do Krakowa. 1 października 1948 został przeniesiony w stan spoczynku. Pracował jako kierownik sekcji działu gospodarczego w Akademii Medycznej w Krakowie.
Zmarł w 7 lipca 1958 w Krakowie „po długiej i ciężkiej chorobie”. Został pochowany na cmentarzu Rakowickim (kwatera AB-wsch-2).

## Ordery i odznaczenia
- Złoty Krzyż Zasługi po raz drugi – 30 kwietnia 1937 „za zasługi na polu rozwoju Ligi Morskiej i Kolonialnej”[26]
- Złoty Krzyż Zasługi po raz pierwszy – 24 maja 1929 „za zasługi na polu bezpieczeństwa wojska”[27]
- Medal Niepodległości – 9 listopada 1933 „za pracę w dziele odzyskania niepodległości”[28]
- Srebrny Medal Zasługi Wojskowej z mieczami na wstążce Krzyża Zasługi Wojskowej dwukrotnie[3]
- Brązowy Medal Zasługi Wojskowej z mieczami na wstążce Krzyża Zasługi Wojskowej[3]